# سيلفان اجيرتر
سيلفان اجيرتر (5 مايو 1980 بغرينشين في سويسرا - ) هو لاعب كرة قدم سويسري في مركز الوسط. لعب مع نادي بازل ونادي ثون ونادي زيورخ ونادي لوغانو وFC Münsingen ‏.

## وصلات خارجية
- سيلفان اجيرتر على موقع قاعدة بيانات كرة القدم.إي يو (الإنجليزية)
- سيلفان اجيرتر على موقع Soccerway.com (الإنجليزية)